# Resultados do Carnaval de Macaé em 2005
Resultados do Carnaval de Macaé em 2005. 

## Grupo Especial
| Posição | Escolas               | Ref.  | Classificação ou rebaixamento |
| ------- | --------------------- | ----- | ----------------------------- |
| 1       | Acadêmicos da Aroeira | [ 1 ] | Campeã do Carnaval 2005       |
| 2       | Castelo Imperial      | [ 1 ] |                               |
| 3       | Unidos dos Bairros    | [ 1 ] |                               |
| 4       | Pulo do Gato          | [ 1 ] |                               |

## Grupo B
| Posição | Escolas           | Ref.  | Classificação ou rebaixamento     |
| ------- | ----------------- | ----- | --------------------------------- |
| 1       | Unidos de Santana | [ 1 ] | Sobe para o Especial 2006         |
| 2       | Arco Íris         | [ 1 ] |                                   |
| 3       | Unidos da Vila    | [ 1 ] |                                   |
| 4       | Unidos do Barreto | [ 1 ] | Desce para o Grupo de Acesso 2006 |

## Grupo de Acesso
| Posição | Escolas               | Ref.  | Classificação ou rebaixamento |
| ------- | --------------------- | ----- | ----------------------------- |
| 1       | Unidos do Miramar     | [ 1 ] | Sobe para o Grupo B 2006      |
| 2       | Barra de Ouro         | [ 1 ] |                               |
| 3       | Unidos dos Estudantes | [ 1 ] |                               |